# Pszczółki (województwo pomorskie)
Pszczółki (niem. Hohenstein) – wieś w Polsce położona w województwie pomorskim, w powiecie gdańskim, w gminie Pszczółki, w obrębie aglomeracji trójmiejskiej. 
W latach 1945–1998 miejscowość położona była w województwie gdańskim.
Miejscowość jest siedzibą gminy Pszczółki oraz parafii rzymskokatolickiej Najświętszego Serca Pana Jezusa, należącej do dekanatu Pruszcz Gdański w archidiecezji gdańskiej. Miejscowość znajduje się na Pojezierzu Starogardzkim - części Wschodniego Pojezierza Pomorskiego.

## Historia
Pierwsze wzmianki o Pszczółkach (jako o Psolcicz) pochodzą z 1307. Od początku losy wsi wiązały się z klasztorem cystersów w Oliwie, któremu dostarczano miód z miejscowych pasiek. W latach 1773–1918 Pszczółki podlegały administracji zaboru pruskiego, w 1919 znalazły się na terenie Wolnego Miasta Gdańska, a 1 września 1939 wraz z nim zostały włączone do III Rzeszy. Wiosną 1945 Pszczółki ponownie znalazły się w granicach Polski.

### Kalendarium
- 1307 – pierwsza wzmianka o wsi
- 1454 – włączenie Pszczółek do Królestwa Polskiego
- 1772 – włączenie wsi do Prus w wyniku I rozbioru
- 1852 – otwarcie linii kolejowej Tczew-Gdańsk
- 1884 – otwarcie linii kolejowej do Sobowidza, przedłużonej następnie do Kościerzyny[8]
- 1920 – włączenie Pszczółek do Wolnego Miasta Gdańska
- 1929-1932 – budowa kościoła rzymskokatolickiego pw. Najświętszego Serca Pana Jezusa
- 1939 – włączenie Pszczółek do III Rzeszy, prześladowania polskich kolejarzy i działaczy społecznych
- 22 marca 1945 – zajęcie Pszczółek przez Armię Czerwoną, włączenie wsi do Polski
- 2008 – powstanie Parku Lipowego
- 2008-2010 – powstanie ścieżki rowerowej Pszczółki-Żelisławki, tzw. Cysterskiego Traktu Rowerowego, w miejscu rozebranej linii kolejowej do Kościerzyny[9]
- 2014 – podpisanie umowy na budowę na obszarze 8 ha Autodromu Pomorze – ośrodka doskonalenia techniki jazdy Pomorskiego Ośrodka Ruchu Drogowego. Obiekt wyposażony w tor kartingowy o długości 1047 m został oddany do użytku 24 lipca 2015[10].
- 2020 - wprowadzenie gminnej komunikacji autobusowej (linie 862 i 863 + istniejąca wcześniej 861 obsługiwane przez PKS Gdańsk)[11]

## Zabytki

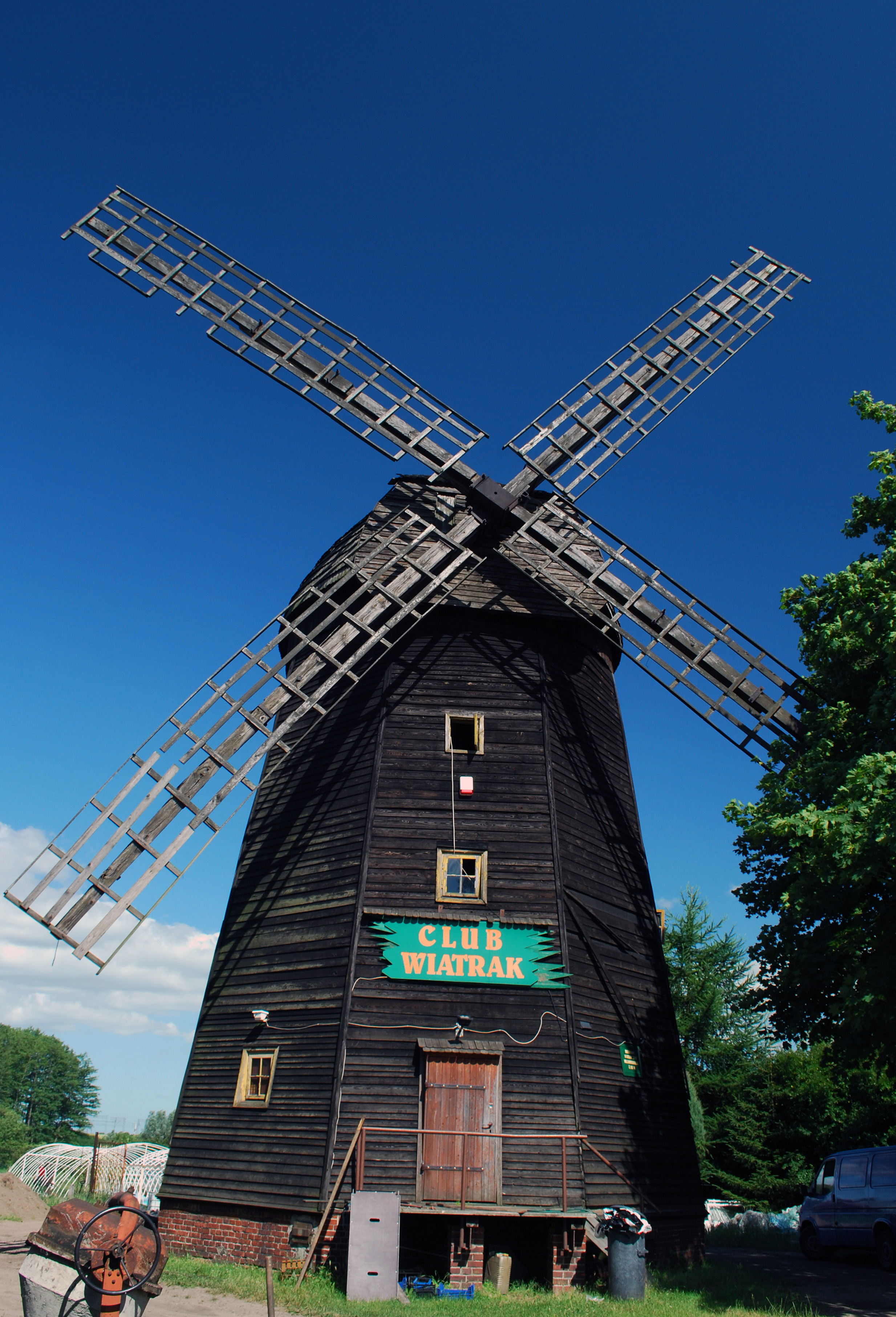
Wiatrak w Pszczółkach

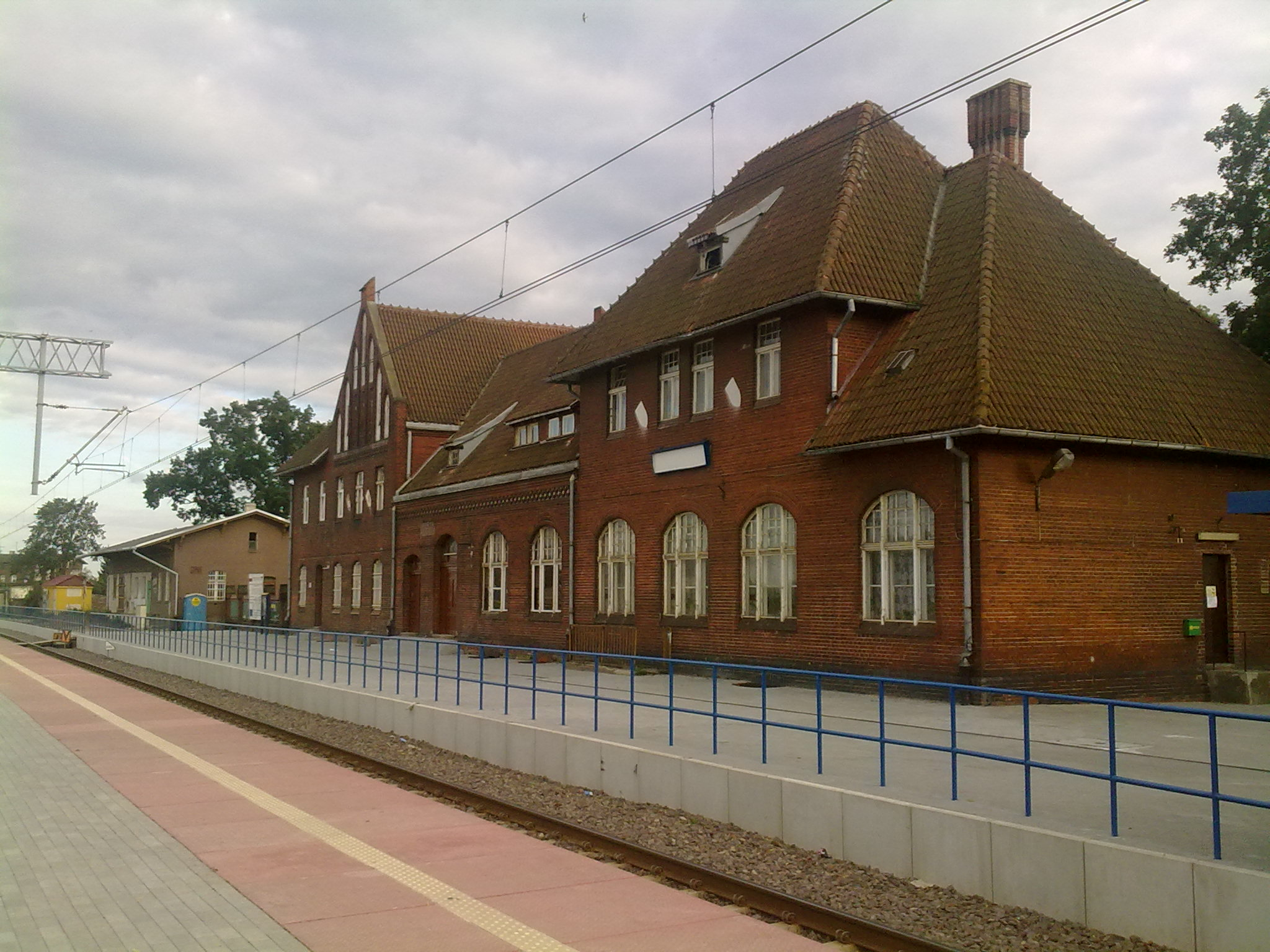
Dworzec kolejowy

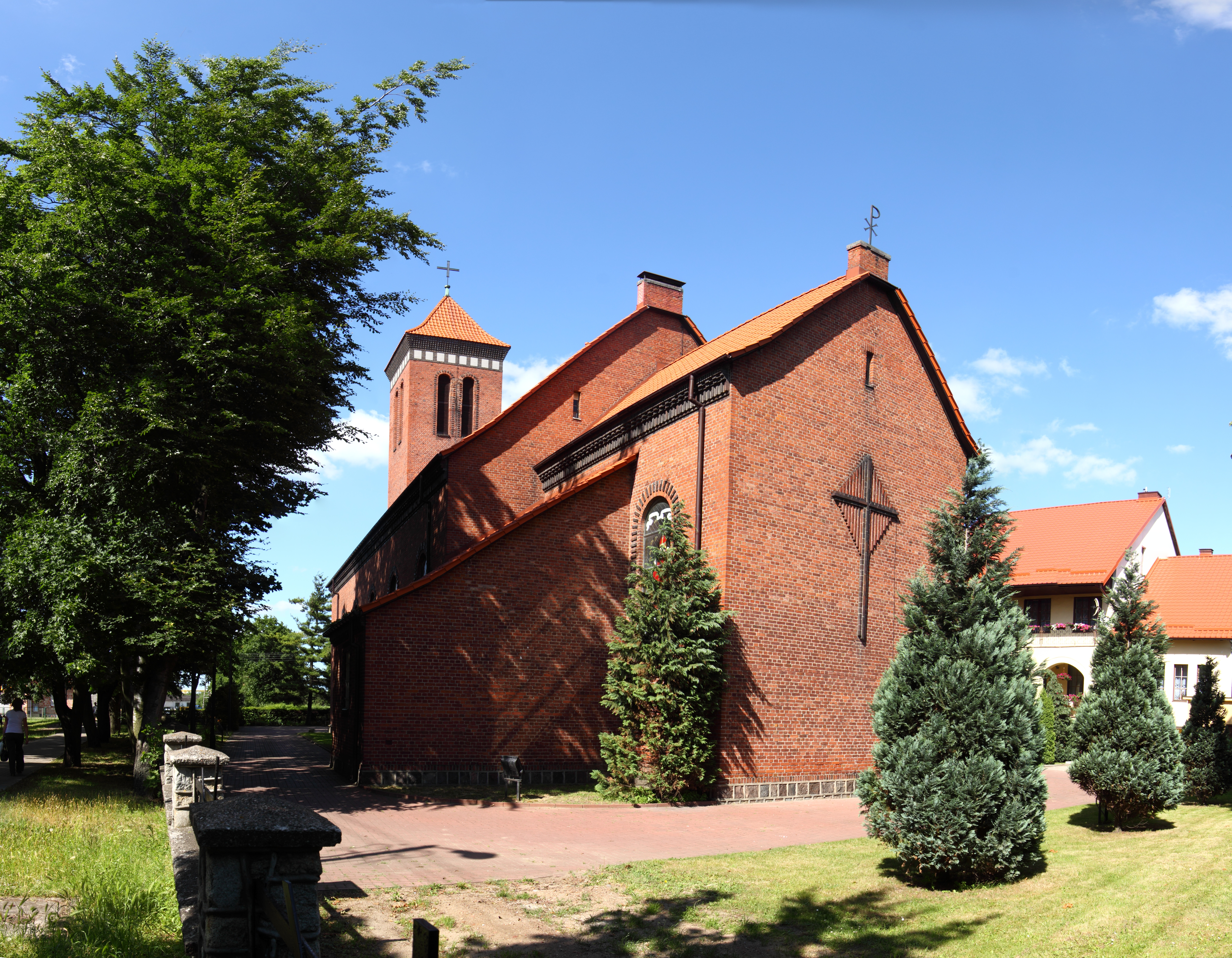
Kościół pw. Najświętszego Serca Pana Jezusa

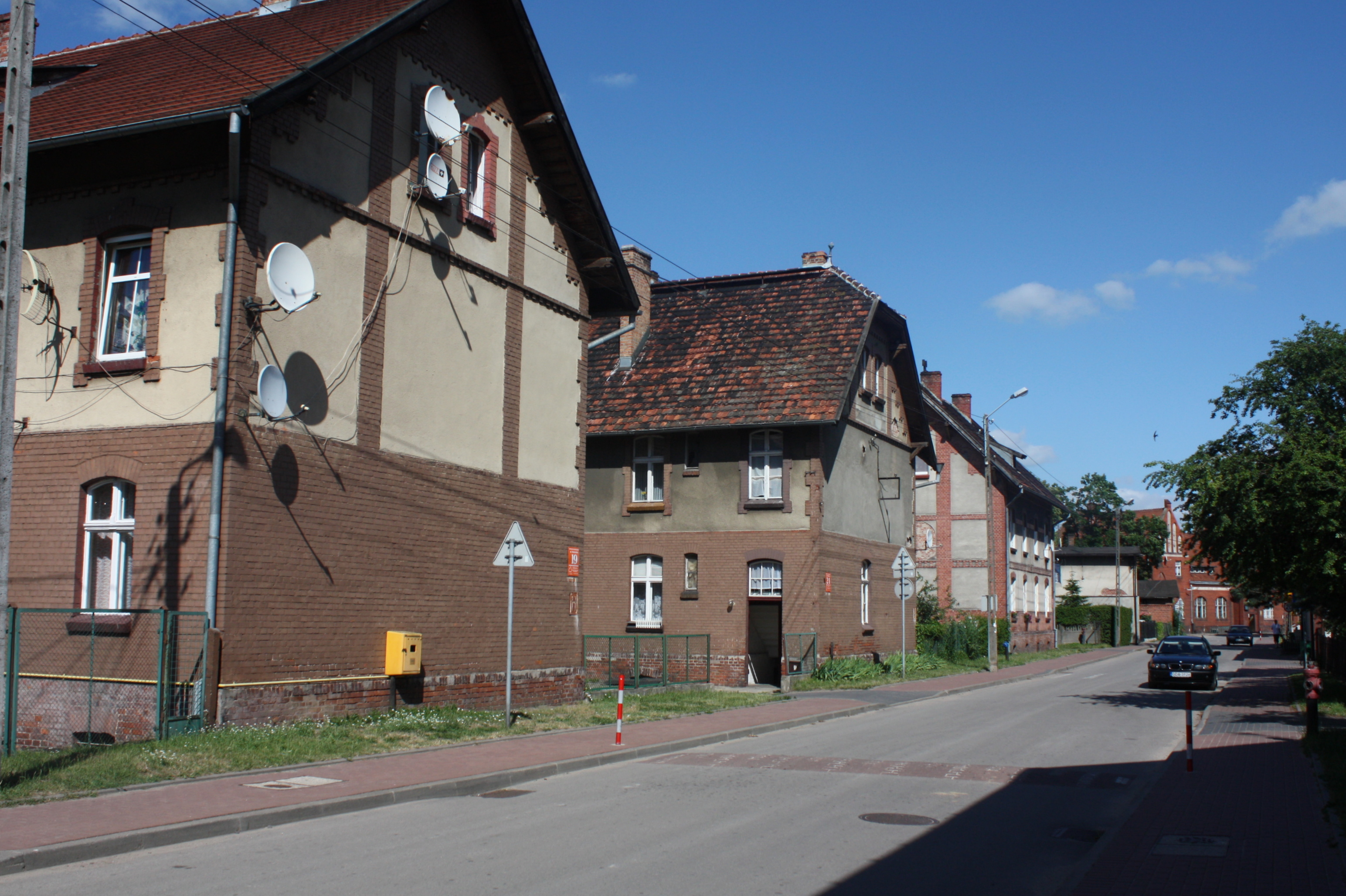
ul. Kościelna

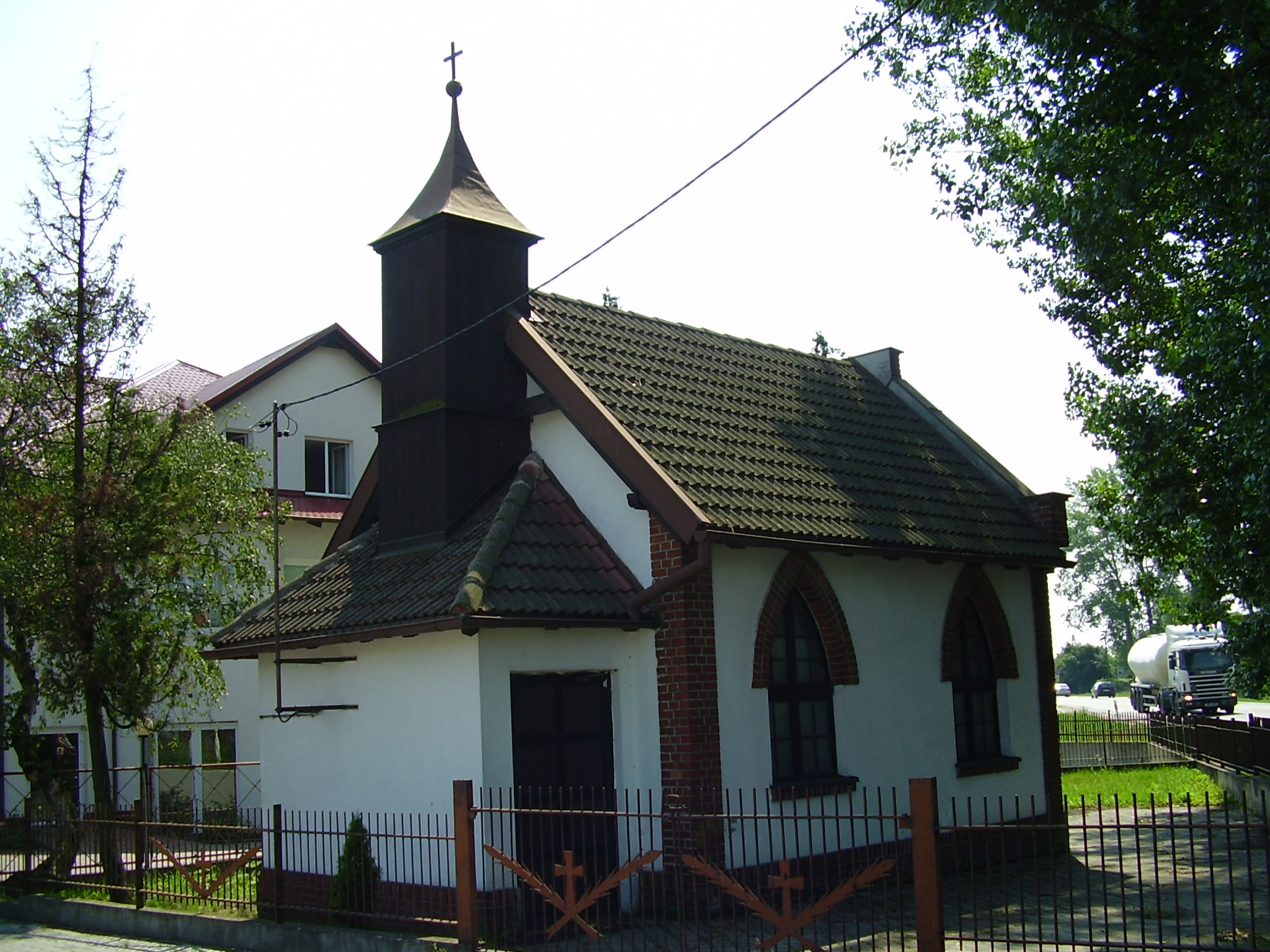
Kaplica

Według rejestru zabytków NID na listę zabytków wpisany jest drewniany wiatrak holenderski w Pszczółkach z XIX wieku przy ul. Tczewskiej 13, nr rej.: 369 z 5.06.1971.
Ponadto znajdują się tu dwa kamienne słupy z XIX wieku i kościół o cechach neogotyckich z początku XX w. z wieżą dekorowaną gzymsem kwadratowych blend.

## Geografia i turystyka
Strukturę zabudowy Pszczółek cechuje zwarta zabudowa jednorodzinna, odpowiadająca charakterowi przedmieścia. W pobliżu wsi zbiegają granice czterech mezoregionów (Pojezierze Kaszubskie, Pojezierze Starogardzkie, Żuławy Gdańskie i Pobrzeże Kaszubskie). 
W początku II dekady XXI wieku urządzono we wsi Park Lipowy, w którym zasadzono 27 z 34 gatunków lip (planowane jest zasadzenie pozostałych gatunków). Zbudowano miejsca wypoczynkowe, a także tor dla rolkarzy. 
W Pszczółkach funkcjonuje Muzeum Miodu (od 2014 wraz z biblioteką publiczną w dawnym budynku przychodni zdrowia). Corocznie odbywa się tu „Święto Miodu”.
W miejscowości funkcjonuje klub sportowy Potok Pszczółki.

## Komunikacja
Pszczółki leżą przy trasach drogi krajowej nr 91 i linii kolejowej nr 9 Warszawa Wschodnia – Gdańsk Gł.). 
Transport publiczny obsługiwany jest przez Przewozy Regionalne Sp. z o.o., Arriva Bus Sp. z o.o. (linia 50) oraz PKS Gdańsk (linie 861, 862 i 863) 
Stacja kolejowa w Pszczółkach do momentu wstrzymania ruchu na linii Pszczółki-Skarszewy-Liniewo-Kościerzyna była stacją węzłową. Po likwidacji linii do Kościerzyny wybudowano w jej miejscu powstała asfaltową ścieżkę rowerową, którą można dojechać z Pszczółek do Żelisławek. Przedłużona została ona do Skarszew.

## Ochotnicza Straż Pożarna
Ochotnicza Straż Pożarna w Pszczółkach powstała w 1945. Zrzeszona jest w Związku Ochotniczych Straży Pożarnych RP, a od 2005 wchodzi w skład Krajowego Systemu Ratowniczo-Gaśniczego. Ze względu na niewielkie terytorium gminy jest jedyną jednostką na jej terenie.
W latach 90. XX wieku jednostka stale podupadała z powodu spadającej ilości członków oraz niewielkich nakładów finansowych. Po czasie stagnacji przyszedł czas na odrodzenie poprzez napływ nowych członków, a także zwiększenie budżetu. Obecnie jednostka jest jedną z najprężniej rozwijających się OSP w powiecie gdańskim. Zwieńczeniem starań nad poprawą działań jednostki było wstąpienie w 2005 do KSRG.
Strażacy alarmowani są tradycyjnie syreną elektryczną uruchamianą poprzez terminal selektywnego alarmowania DSP-50 będący w remizie OSP, z Powiatowego Stanowiska Kierowania Komendy Powiatowej PSP w Pruszczu Gdańskim. W 2009 zamontowano także terminal GSM, który w momencie uruchomienia syreny wysyła do wszystkich strażaków wiadomości SMS powiadamiające o zadysponowaniu do działań.
Funkcję prezesa OSP pełni dh Józef Postrach, funkcję naczelnika jednostki, a także komendanta gminnego, dh Władysław Burnatowski.
Straż pożarna posiada samochód gaśniczy MAN TGM GBA 2,5/16 zakupiony w 2011 i samochód ratownictwa technicznego Ford Transit SLRt. Każdy ze strażaków posiada własny kombinezon bojowy i hełm.

## Osoby związane z Pszczółkami
- Mateusz Bąk – polski piłkarz, grający na pozycji bramkarza w Lechii Gdańsk
- Norbert Jan Pellowski – polski duchowny katolicki, pallotyn, męczennik oświęcimski i kandydat do beatyfikacji
- Aleksandra Justa – polska aktorka, obecnie w składzie Teatru Narodowego w Warszawie